# Vycor
Vycor é um vidro com resistência a alta temperatura e choque térmico, fabricado pela Corning Incorporated. Vycor é composto de 96% de sílica, mas diferentemente da sílica fundida pode ser facilmente manufaturado em uma variedade de formas.